# Hydrasterias sexradiata
Hydrasterias sexradiata is een zeester uit de familie Pedicellasteridae.
De wetenschappelijke naam van de soort werd in 1882 gepubliceerd door Edmond Perrier.